# Bannans
 Bannans  es una comuna y población de Francia, en la región de Franco Condado, departamento de Doubs, en el distrito y cantón de Pontarlier.
Su población en el censo de 1999 era de 311 habitantes.
Está integrada en la Communauté de communes du Plateau de Frasne et du Val de Drugeon .

## Demografía
| 238 | 237 | 205 | 254 | 296 | 311 |
| Para los censos de 1962 a 1999 la población legal corresponde a la población sin duplicidades (Fuente: INSEE [Consultar]) |     |     |     |     |     |